# Fordom
Fordom är ett samlingsalbum av det svenska vikingarockbandet Njord. Albumet släpptes digitalt den 20 augusti 2013. Skivan innehåller inspelningar från starten 2003 fram till 2006.

## Låtlista
| Nr | Titel                                                            | Längd |  |
| -- | ---------------------------------------------------------------- | ----- |  |
| 1. | Fornstora Dagar - Carolus Rex 7 (2004)                           | 3.32  |  |
| 2. | Kallt Stål - Carolus Rex 7 (2004)                                | 3.01  |  |
| 3. | På Vikingafärd - Carolus Rex 8 (2006)                            | 2.22  |  |
| 4. | Ragnarök - Carolus Rex 8 (2006)                                  | 3.13  |  |
| 5. | Förrädarens Svek - Party På Valhall! (2003)                      | 1.51  |  |
| 6. | Alvid (Tillsammans med Mjölner) - Völund Smed cover (2006)       | 4.05  |  |
| 7. | Stanna Kvar (Tillsammans med Mjölner) - Völund Smed cover (2006) | 2.22  |  |
| 8. | En Skägglös Dundergud - Ultima Thule cover (2006)                | 4.29  |  |